# Buju-dong
Buju-dong (koreanska: 부주동) är en stadsdel i kommunen Mokpo i provinsen Södra Jeolla i den sydvästra delen av Sydkorea, 310 km söder om huvudstaden Seoul.